# Oryzaephilus gibbosus
Oryzaephilus gibbosus is een keversoort uit de familie spitshalskevers (Silvanidae). De wetenschappelijke naam van de soort werd in 1965 gepubliceerd door Aitken.